# Hörlkofen

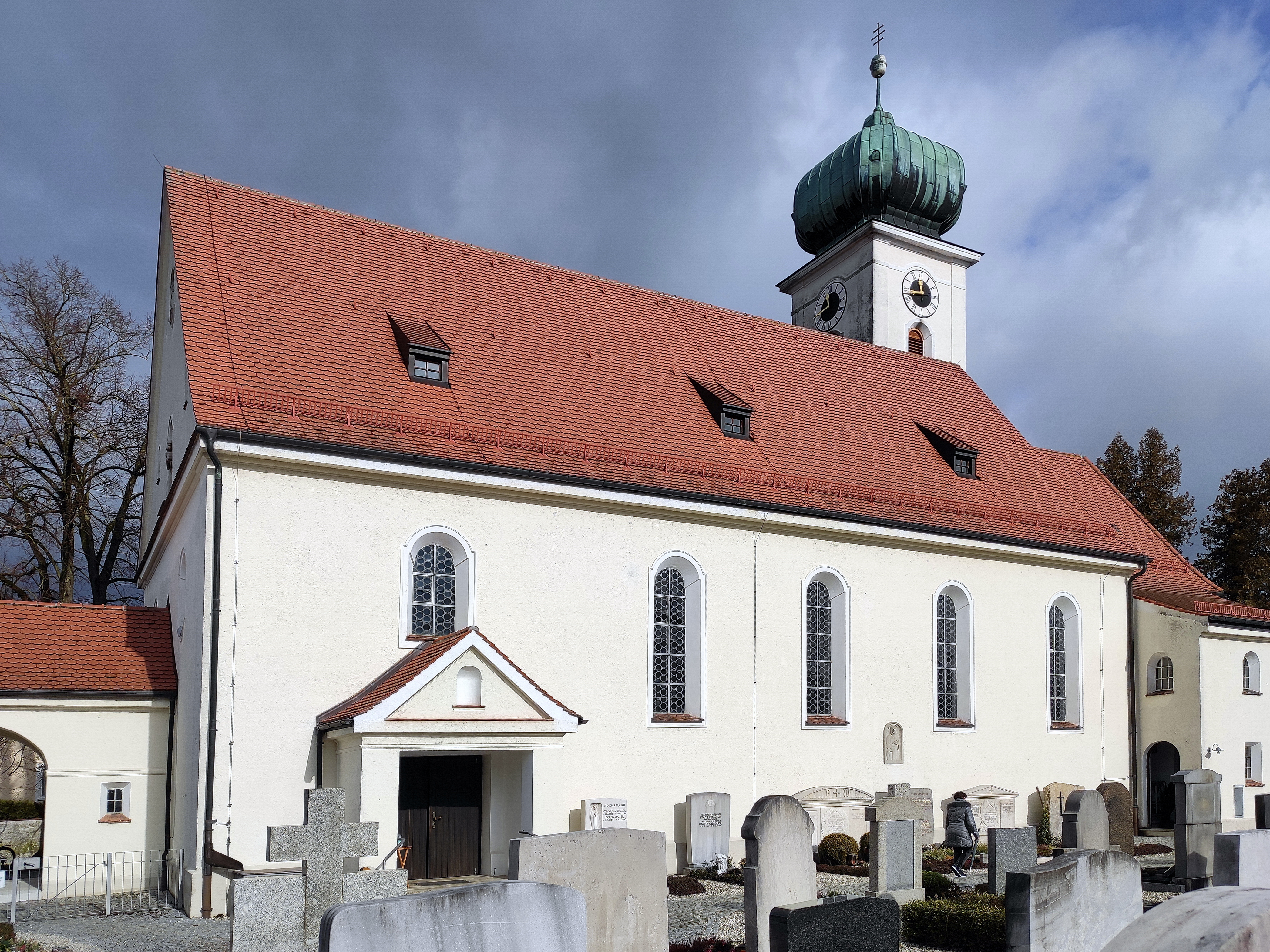
Neue katholische Pfarrkirche St. Bartholomäus

Hörlkofen ist ein Gemeindeteil der Gemeinde Wörth im bayerischen Landkreis Erding.

## Geschichte
Im Zuge der Verwaltungsreformen in Bayern entstand mit dem Gemeindeedikt von 1818 die heutige Gemeinde Wörth, zu der auch Hörlkofen gehörte. Am 1. Mai 1978 bildeten die Gemeinden Wörth und Walpertskirchen eine Verwaltungsgemeinschaft, die nach dem Ort Hörlkofen bezeichnet wurde, der zwischen den beiden Gemeindezentren liegt.

## Verkehr

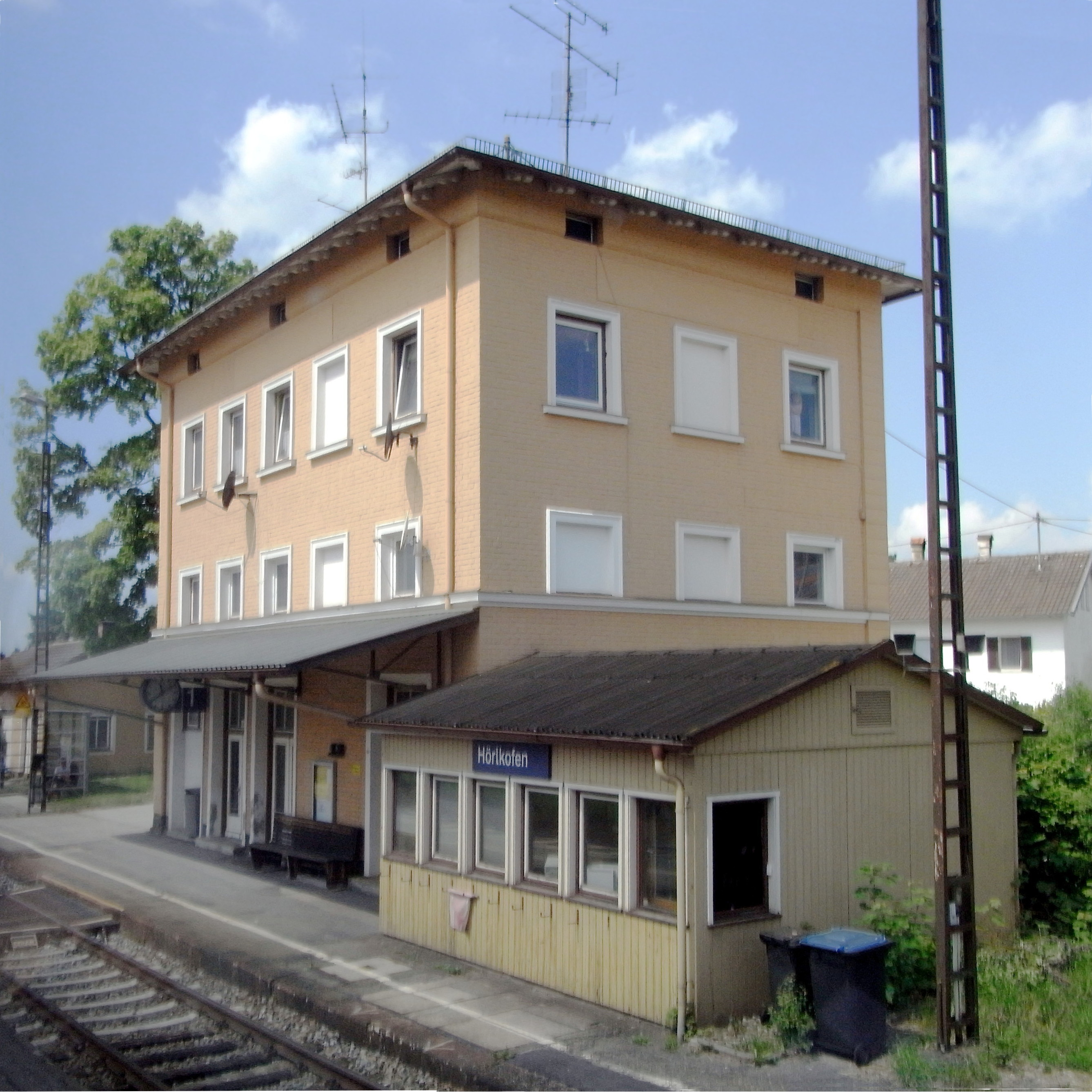
Bahnhof Hörlkofen

Das Kirchdorf Hörlkofen liegt an der Bahnstrecke München–Simbach, die 1871 durch die Bayerischen Staatseisenbahnen eröffnet wurde. Der Bahnhof Hörlkofen wird im Stundentakt durch Regionalbahnen der Südostbayernbahn zwischen München und Mühldorf bedient; im Berufsverkehr in der jeweiligen Hauptrichtung häufiger.
Der Bahnverkehr durch Hörlkofen und die dortigen regionalen Buslinien sind in den MVV-Tarif eingebunden. Die Verbindung Ebersberg–Hörlkofen–Wörth–Erding wird mehrere Male täglich durch einen Linienbus bedient. Auf der Verbindung Walpertskirchen–Hörlkofen–Wörth–Erding verkehrt ein Ruftaxi.
Für den Autoverkehr sind über die Staatsstraße 2331 die Anschlussstelle Pastetten der Bundesautobahn 94 (3 km südlich) und die Bundesstraße 388 (5 km nördlich) erreichbar. Mit den Gemeindezentren Walpertskirchen (4 km nordöstlich) und Wörth (3 km westlich) ist Hörlkofen durch die Kreisstraße ED 4 verbunden.

## Wirtschaft
Einer der größten Arbeitgeber in Hörlkofen ist der Familienbetrieb Gewo Feinmechanik GmbH.